# Engoulevent de Horsfield
Caprimulgus macrurus
Espèce
Statut de conservation UICN

 LC  : Préoccupation mineure
L'Engoulevent de Horsfield (Caprimulgus macrurus) est une espèce d'oiseaux de la famille des Caprimulgidae.

## Répartition
Son aire s'étend à travers l'Asie du Sud-Est, l'Est du sous-continent indien, la Nouvelle-Guinée et le Nord de l'Australie.

## Description

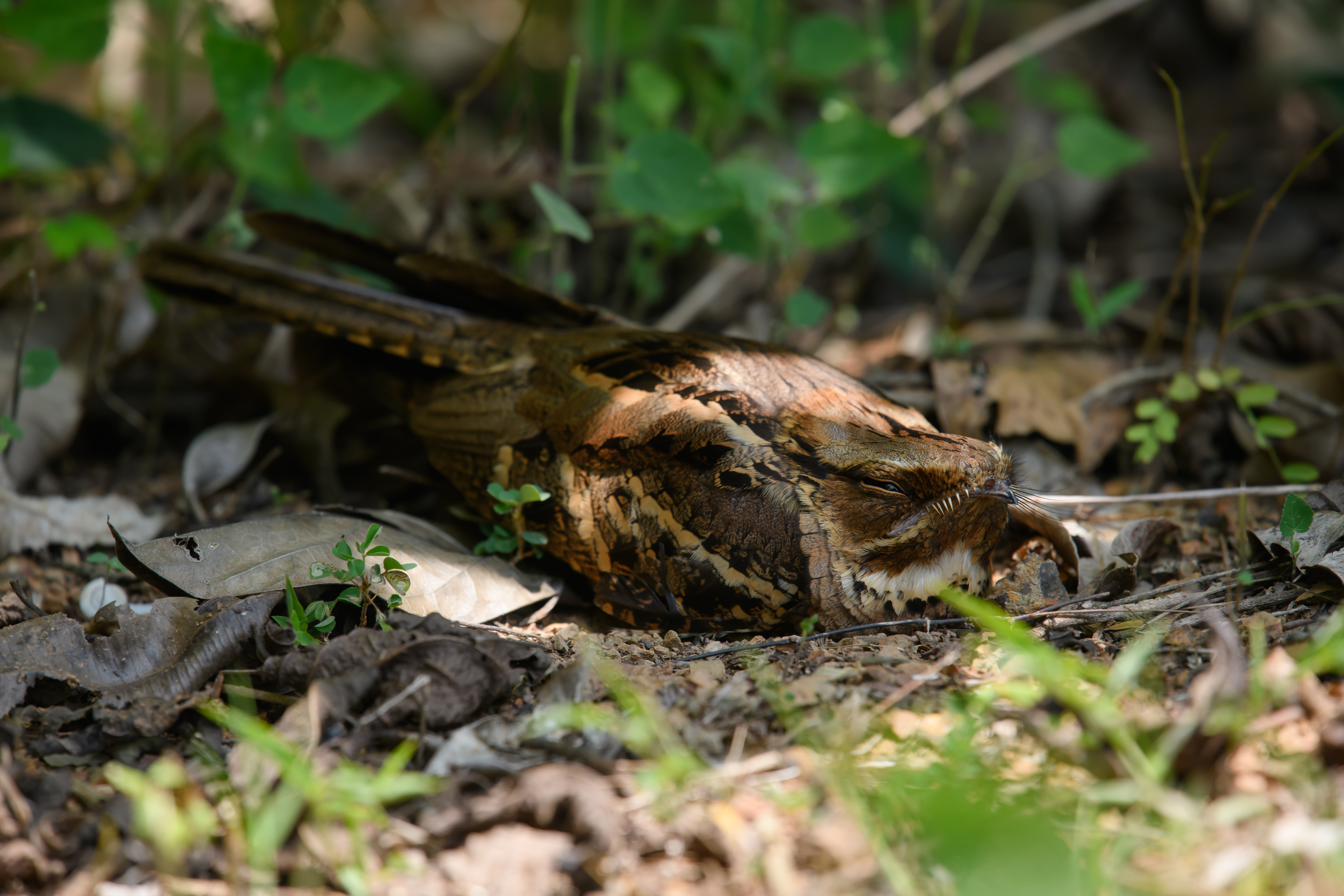
Engoulevent de Horsfield, parc national de Kaeng Krachan, Thaïlande

L'engoulevent de Horsfield mesure de 25 à 27 cm de long et pèse de 55 à 80 g.
On l'appelle en Thaïlande l'oiseau à longue queue qui attrape les moustiques (นกตบยุงหางยาว, nok top yung hang yaw) et on le nomme en Malaisie l'engoulevent des cimetières (burung tukang kubur) car il est connu comme vivant souvent près des cimetières.

## Étymologie
Le nom normalisé commémore le descripteur de l'espèce, le naturaliste américain Thomas Horsfield.